# Monero
Monero (XMR) je open-source kryptoměna vytvořená 18. dubna roku 2014. Její hlavní devizou je anonymita, decentralizace, škálovatelnost a nízké poplatky. Na rozdíl od mnoha kryptoměn, které jsou deriváty Bitcoinu, je Monero založeno na protokolu CryptoNote a má významné algoritmické rozdíly, které se vztahují k blockchain mlžení. Monero má trvalou podporu od komunity, a jeho modulární kód architektury byl vychvalován Vladimir J. van der Laanem, Bitcoin Core správcem. Zpočátku se setkalo s malou oblíbeností u veřejnosti. V průběhu roku 2016 ale Monero potkal raketový vzestup v tržní kapitalizaci (z 5M USD na 185M USD) a objemu transakcí, částečně vzhledem k adoptování měny na darknet trhu AlphaBay na konci léta 2016.

## Historie
Tři roky po Bitcoinu, v roce 2012, vstoupila na trh konkurenční kryptoměna Bytecoin. Bytecoin představoval první skutečnou implementaci CryptoNote, protokolu, na kterém je dnes postavena celá řada decentralizovaných kryptoměn. Problém této kryptoměny byl však ten, že 80 % všech mincí bylo vytěženo předem jejími autory. Šance k těžbě tedy nebyly vyrovnané. To vedlo k rozhodnutí, že z této kryptoměny vznikne nová, nepředtěžená. Ta spatřila světlo světa 18. dubna 2014 a jmenovala se BitMonero, složenina ze slova mince v esperantu (Monero) a Bit podle Bitcoinu. Po pěti dnech ale komunita rozhodla, že se bude používat jen zkráceně Monero. 
Byl to první fork digitální měny založené na protokolu CryptoNote - Bytecoin, nicméně s dvěma změnami. Block time byl snížen ze 120 sekund na 60 a emise byla zpomalena o 50%. Později se Monero vrátilo ke 120 sekundovému bloku (5x rychlejší než Bitcoin), se zachováním původní snížené emise zdvojnásobením odměny za blok. 
Několik týdnů po spuštění byl vyvinutý optimalizovaný GNU miner pro CryptoNight PoW.
Při uvedení na trh dosáhla měna hodnoty až několika USD, ale po rychlém úpadku se další rok a půl její hodnota potácela mezi 0,2 a 1 USD. 
Zlom nastal v roce 2016. Tehdy začal kurz výrazně růst. Mohl za to server AlphaBay, kde se obchoduje s kradeným a nelegálním zbožím. Tento server v té době začal Monero přijímat. V průběhu roku 2016 se hodnota Monero znásobila téměř 30x (o 2760 %). 
Růst měny pokračoval i v roce 2017, ve kterém nastal další zlom, opačný. Skupina vývojářu pracujicí na Moneru se přiznala, že v systému byla velká chyba, která umožnila vytvářet neomezený počet mincí. Trh reagoval poklesem z 60 USD na 30 USD. Chyba ale nebyla nikdy zneužita, a kurz se tedy vrátil velmi rychle na původní hodnotu a nadále pokračuje v růstu.  
10. ledna 2017 byla vylepšena anonymita transakcí dobrovolným využitím funkce Ring Confidential Transactions. Tato funkce pomáhá zamaskovat počet převedených prostředků před kýmkoliv, kdo se na převodu přímo nepodílel.
V druhé polovině roku 2017 se objevil problém s nelegálním těžením. Někteří administrátoři stránek si na web vložili skript, pomocí kterého neprávem využívali počítače svých návštěvníků. Ti jim nevědomky těžili Monero bez nároku na jakoukoliv odměnu.

## Charakteristika Monero
Monero (XMR) je kryptoměna s veřejně dostupným open source zdrojovým kódem. Neexistuje žádný centrální server, který by zaznamenával všechny platby. Monero je vybudované na vlastním protokolu CryptoNote, který reaguje na nedostatečnou anonymitu Bitcoinu. S Bitcoinem má ale Monero společný systém těžby Proof of Work. Uživatel v něm těží Monero a zároveň potvrzuje probíhající transakce v síti s pomocí výpočetního výkonu svého počítače. Monero dále využívá algoritmus RandomX, který má zajistit výhodnost těžby na počítačích s pomocí CPU a GPU, a tedy i zabranit těžbě pomocí ASIC minerů. 
Maximální počet mincí Monera není omezen, ale je regulována jejich emitace. Nový blok je vytěžený každé 2 minuty, ale odměna v podobě mincí se za něj snižovala až do konce května 2022, kdy jich bylo v oběhu 18 132 000. Poté se odměna zastavila na 0,6 XMR.
Velkou výhodou Monera je dynamická velikost vytěžených bloků. Bitcoin má velikost jednoho bloku omezenou na 1 MB, kdežto Monero velikost bloků přizpůsobuje vytíženosti sítě. Pokud se počet transakcí zvýší, zvětší se i velikost bloku tak, aby je všechny pojal. Na rozdíl od Bitcoinu tedy čím víc transakcí uživatelé provedou, tím nižší budou poplatky na jednu transakci.
Hlavním benefitem Monera je však jeho plná anonymita a zaměnitelnost. Monero skrývá adresy příjemců a odesílatelů, a nově i hodnotu transakce. Pracuje se také na implementaci funkce Kovri, která by nad Monerem vytvořila síť I2P a skryla IP adresy uživatelů. 
Právě kvůli těmto vlastnostem je Monero oblíbené u zastánců plnohodnotného soukromí jako jsou kryptoanarchisté a cypherpunkeři.
Na rozdíl od 2 klíčů Bitcoinu má Monero hned čtyři klíče: soukromý prohlížecí klíč, veřejný prohlížecí klíč, soukromý výdajový klíč a veřejný výdajový klíč. Ty hrají v anonymizaci zásadní roli. Pokud pošle uživatel A uživateli B nějaké Monero, musí mu k tomu nejprve uživatel B poskytnout adresu své peněženky. Ta se skládá z jeho veřejného výdajového klíče a prohlížecího klíče. Pomocí této adresy a náhodně vygenerovaných dat se vytvoří na blockchainu stealth (skrytá) adresa, na kterou bude Monero odesláno. Uživateli B se připíší peníze do peněženky až po prohledání blockchainu jeho privátním prohlížecím klíčem a výdajovým klíčem. Stealth adresa je sice pro každého viditelná, ale jen uživatelé A a B ví, komu patří. 
Ke skrytí identity odesílatele se používá kruhových podpisů (ring signatures). Transakci nepodepisuje jen pravý odesílatel, ale také další, jejichž podpisy jsou vytaženy z již použitých výstupů blockchainu jako zmatení. Příjemce proto nepozná, kdo transakci opravdu podepsal a který výstup opravdu slouží k úhradě transakce. 
V lednu 2017 byly kruhové podpisy vylepšeny ještě o tzv. důvěrné kruhové transakce (Ring Confidential Transaction), které kromě odesílatele dokáží skrýt i samotnou odesílanou sumu. Protože u Monera není určitelný původ, cíl a suma transakce, je jako obyčejná mince zaměnitelné.

## Jak a kde Monero koupit?
Kromě těžení lze měnu Monero získat nákupem na burzách, jako je třeba Kraken, Bitfinex či Binance. K jejímu uschování existuje peněženka pro PC, chytré mobily i webové rozhraní. Při vytvoření peněženky získáte privátní klíč, který nesmíte ztratit.

## Těžba
Monero používá algoritmus RandomX. Tento algoritmus byl představen v listopadu 2019 a nahradil dřívější algoritmus CryptoNightR. Algoritmus RandomX byl navržen tak, aby byl resistní vůči těžbě pomocí specializovaných čipů (ASIC), které se běžně používají k těžbě jiných kryptoměn, například bitcoinu. Monero lze tedy těžit poněkud efektivně na spotřebním hardwaru (CPU). Předpokládá se, že to pomůže těžbu více decentralizovat (1cpu 1vote), nicméně a v důsledku toho je také oblíbený mezi malware. 